# Комічне
Комічне — категорія, що характеризує той аспект естетичного освоєння світу, який супроводжується сміхом без співчуття, страху і пригнічення. У комічній ситуації людина інтуїтивно осягає невідповідність між неповноцінним, недосконалим змістом явища і його формою, яка претендує на повноцінність і значущість, між високою метою і негідними засобами її досягнення.

## Передумови виникнення комічного
Дослідники комічного (Арістотель, Гоббс Томас, Г.-В.-Ф. Гегель, М.Чернишевський, А. Бергсон, Б. Борев, Б. Мінчин) встановили низку об'єктивних передумов і суб'єктивних якостей людей, взаємодія яких необхідна для виникнення комічного ставлення.
- По-перше, комічне стосується тільки гуманітарної сфери, суспільних явищ, а неживі предмети можуть лише опосередковано втягуватися в комічне ставлення людини до людей чи суспільних явищ.
- По-друге, суб'єкт комічного ставлення має відчувати свою перевагу над об'єктом висміювання і бути в цілковитій безпеці (страх за життя, як правило, виключає почуття комізму).
- По-третє, несподівана невідповідність очікуваного і дійсного в контакті людини з суспільством, між прогнозованим і справжнім розв'язком комічної ситуації динамізує почуття і емоційну напругу, підтримує увагу учасників комічної ситуації (багато важать інтрига, перипетії).
- По-четверте, будь-яка недоцільність, недоречність, абсурдність, відхилення від норми породжує нову грань комізму.
- По-п'яте, все мертве, механічне, шаблонне, що видає себе за живе, природне, органічне, завжди викликає відчуття комічності.

## Сприйняття комічного
Для сприйняття комічності, виявлення всіх його джерел і форм людина має володіти розвинутим естетичним смаком, бодай окресленим ідеалом. Фізіологічне збудження, так званий сміх без причини, не є адекватним сприйманням комічного. Певною мірою комічне здатна переживати кожна людина, але в концентрованій формі воно виявляється в мистецтві, і різні його грані лежать в основі таких жанрів, як гумореска, сатира, епіграма, пародія, памфлет, комедія, буфонада, фарс, бурлеск, травестія тощо.
Градація емоційного реагування на різні прояви комічного, його відношення до суспільного ідеалу передається в поняттях «усмішка», «жарт», «іронія», «гумор», «чорний гумор», «гротеск», «сарказм», «карикатура», «інвектива», які можуть становити основу відповідних жанрових структур, стилістичних фігур чи тропів, тобто засобів художнього моделювання другої, естетичної реальності.

## Види комічного
Гумор (від англ. humour — причуда, норов; лат. humor — волога) — різновид комічного, зображення життя у беззлобно-добродушному, жартівливому тоні. На відміну від- сатири, яка відзначається заперечним пафосом, гумор не заперечує зображуване, а піддає осміянню лише певні його сторони. Гумор властивий багатьом жанрам українського фольклору (анекдоти, приказки, коломийки, пісні тощо). Майстри гумору — І. Котляревський, М. Гоголь, Л. Глібов, С. Руданський, Остап Вишня, С. Олійник, П. Глазовий та ін.
Іронія (від гр. еігопеіа — глузування, удаваність) — один із різновидів комічного, прихована насмішка або стилістичний прийом, коли особа чи явище удавано схвалюються чи осуджуються з метою досягти протилежного ефекту. Ознака іронії —, подвійний смисл, причому істинним є не прямо висловлений, а протилежний.
Це правду ви кажете, пане! Усі босоногі й голодні — П'яниці, ледащо, злодії І люди ні на що не годні...
(А. Бобенко)
Сатира (від лат. satura — суміш) — 1) Вид ліричної поезії в античній літературі та літературі класицизму, вірш, що висміює певні негативні явища. 2) Твори різних жанрів, в яких у гострій формі викриваються негативні суспільні явища. Сатира засуджує старе, історично приречене, показує його внутрішню нікчемність і виражає нові потреби суспільного розвитку. Тому вона завжди була могутньою зброєю політичної боротьби. Визначні письменники-сатирики різних часів Ф. Рабле, М. Сервантес, Дж. Свіфт, Вольтер, Г. Гейне, М. Салтиков-Щедрін, М. Гоголь, В. Маяковський та ін. В українській літературі — Т. Шевченко, І. Котляревський, І. Франко, Остап Вишня, С. Олійник та ін.
Інвектива (від. лат. invehi — кидатися, нападати) — вид сатири, поширений в літературі та ораторському мистецтві в епоху античності, різке викривальне висміювання певної особи чи групи осіб. Видатними майстрами інвективи в античні часи були Архілох, Катулл, Марціал та ін. Як оригінальний жанр інвектива увійшла до новітньої літератури. Значне місце посідає у творчості Т. Шевченка, І. Франка та інших українських письменників.
Сарказм (від гр. sarkasmos — терзання) — зла і дошкульна іронія, відвертий вияв ненависті і презирства до зображуваних явищ чи осіб. Яскравий приклад сарказму — поема Т. Шевченка «Кавказ», у якій затавровано можновладців.
По закону апостола Ви любите брата! Суєслови, лицеміри, Господом прокляті!
Гротеск (від фр. grotesque — смішний, незвичайний; іт. grotta — грот, печера) — тип художньої образності, в основі якого лежить крайня міра умовності у відтворенні життя, коли зображувана дійсність постає неймовірною, аномальною, дивною. Для гротеску характерне навмисне карикатурне спотворення форм і сутності предметів, поєднання реального і фантастичного, трагічного і комічного, нормального і абсурдного. Як засіб художнього узагальнення гротеск розкриває алогізм життєвих явищ, а отже, широко застосовується в сатиричних творах. Термін походить від химерних малюнків, знайдених Рафаелем (XVI ст.) у підземних римських гротах. Зразки гротеску в літературі — «Гаргантюа і Пантагрюель» Ф. Рабле, «Ніс» М. Гоголя, «Історія одного міста» М. Салтикова-Щедріна, поема «Сон» Т. Шевченка, «Доктор Бессервіссер» І. Франка та ін.
Бурлеск (від іт. burla — жарт) — гумористична переробка певного твору, що характеризується невідповідністю змісту формі: «високий», героїко-патріотичний зміст передається зниженим, іноді вульгаризованим стилем, і навпаки — буденний, «низький» — високим, піднесено-героїчним. Яскравий зразок — поема І. Котляревського «Енеїда», яка була переробкою однойменної епічної поеми римського поета Вергілія. Зберігається основний сюжет оригіналу, але в образах богів, греків та троянців відтворено типові українські характери. Подібні твори відомі з античних часів. Елементи бурлеску присутні в українських обрядових іграх та піснях. Значного поширення набув бурлеск у XVII—XVIII ст. у творах семінаристів та мандрівних дяків, у шкільній драмі та вертепі. У них домінує церковна тематика, часто гумор поєднується із сатирою. Від тих часів дійшло чимало анонімних і авторських творів. Засоби бурлеску використовували у своїй творчості Т. Шевченко (поема «Сон»), С Руданський, П. Куліш, Л. Глібов та ін.
Буфонада (від іт. buffonáta — блазенство, комічна витівка) — вид гумору в театральних виставах, що ґрунтується на гротескових прийомах грубого комізму. Веде початок від народного театру (італійська комедія масок, російський театр скоморохів, українські інтермедії та ін.). Елементи буфонади зустрічаються в п'єсах В. Шекспіра, П. Кальдерона, Ж. Б. Мольєра, М. Гоголя, Г. Квітки-Основ'яненка, М. Кропивницького. Як самостійний жанр існує в циркових виставах, інколи використовується драматургами («Фараони» О. Коломійця).

## Джерело
- Літературознавчий словник-довідник за редакцією P. Т. Гром'яка, Ю. І. Коваліва, В. І. Теремка. — К.: ВЦ «Академія», 2007.